# TARGET2

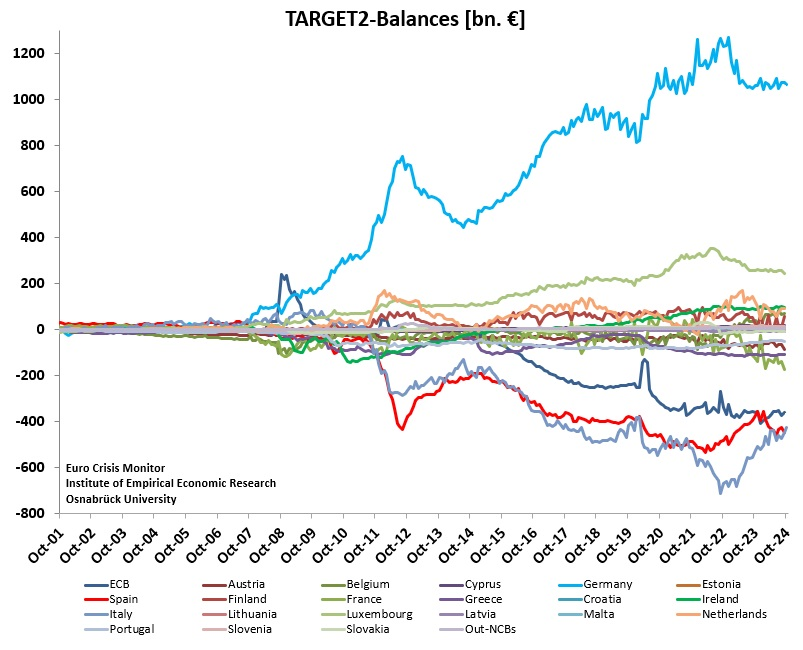
Saldos TARGET2 entre octubre de 2001 i octubre de 2024.

TARGET2 és un sistema de pagament interbancari per al processament en temps real de les transferències bancàries trasnsfrontereres de la Unió Europea. La TARGET2 ha substituït al novembre de 2007 el sistema TARGET (en anglès: Trans-European Automated Real-time Gross Settlement Express Transfer System). En termes de valor processat, TARGET2 és un dels sistemes de pagament més grans del món.) 

## La migració a TARGET2
El sistema TARGET originari va entrar en funcionament amb la creació de la Unió Monetària Europea en 1999, en l'àmbit dels pagaments, ho més visible va ser la introducció de l'euro als països de la zona euro el 2002. Va facilitar la ràpida integració del mercat monetari de la zona euro i va permetre executar els pagaments interbancaris a través d'una xarxa d'interconnexió que posava en comunicació els bancs nacionals dels Estats membres de la zona euro amb el Banc Central Europeu.
Una característica única de TARGET2 és el fet que els seus serveis de pagament en euros estan disponibles a través d'una àrea geogràfica que és més gran que la zona de l'euro. Els bancs centrals nacionals, que encara no han adoptat l'euro, també tenen l'opció de participar en TARGET2 per facilitar la liquidació de les transaccions en euros. Pel que fa als nous Estats membres que entren a formar part de la zona euro, la participació en TARGET2 es converteix en obligatòria, a més a més el seu ús és també obligatori per a la liquidació de les operacions en euros de l'Eurosistema. Vint-i-quatre bancs centrals de la UE i les seves comunitats d'usuaris estan participant o relacionats amb TARGET2: divuit bancs centrals de la zona euro -inclòs el Banc Central Europeu-, i sis bancs centrals de països de fora de la zona euro: Bulgària, Dinamarca, Letònia, Lituània, Polònia i Romania.
La implantació de TARGET2 es va basar en una decisió del consell del BCE a la tardor de 2002. La plataforma compartida única (SSP), és operada per tres bancs centrals: França, (Banc de France), Alemanya (Deutsche Bundesbank) i Itàlia (Banc d'Itàlia). TARGET2 va començar a operar el 19 de novembre de 2007, quan el primer grup de països -Àustria, Xipre, Alemanya, Letònia, Lituània, Luxemburg, Malta i Eslovènia-, va emigrar a la SSP. Aquesta primera ona de migració es va realitzar correctament i va confirmar la fiabilitat de la plataforma TARGET2. El 18 de febrer de 2008, el segon grup de migració: Bèlgica, Finlàndia, França, Irlanda, els Països Baixos, Portugal i Espanya, van migrar correctament a TARGET2. El 19 de maig de 2008 el grup final va emigrar a TARGET2: Dinamarca, Estònia, Grècia, Itàlia, Polònia i el Banc Central Europeu. El procés de migració de sis mesos va ser molt senzill i no va causar cap interrupció operativa. Eslovàquia es va unir a TARGET2 l'1 de gener de 2009, Bulgària al febrer de 2010 i Romania el 4 de juliol de 2011.

## Preus de transacció per a TARGET2
Hi ha dos esquemes paral·lels:
- Càrrecs fixos recurrents i una tarifa per transacció 
  - Càrrec fix mensual: 100,00 €
  - Preu per transacció: 0.80 €
- Taxa recurrent fixa i una tarifa de transacció variable segons el nombre d'operacions 
  - Càrrec fix mensual: 1.250,00 €
  - Preu de la transacció variable: segons el nombre, entre 0,60 i 0.125 €